# Portimão
Portimão est une cité et une municipalité du Portugal.
Elle se situe à l'embouchure du fleuve Arade face à la commune de Parchal dans le district de Faro, dans la région de l'Algarve. Portimão est une ville sportive avec notamment le circuit automobile  de l'Autódromo Internacional do Algarve, où se déroulent une partie des essais hivernaux de MotoGP. La ville possède l'une des plages les plus célèbres du Portugal, la Praia da Rocha.

## Subdivisions

Municipalité.

La municipalité de Portimão est divisée en trois freguesias :
- Alvor ;
- Mexilhoeira Grande ;
- Portimão.

## Toponymie
En arabe, la ville se nomme : برج مونت Burj Munt (« Colline de la Tour »).

## Économie
Portimão est un important port de pêche et de commerce, c'est aussi une cité industrielle, spécialisée dans les constructions navales et les conserveries de thon et de sardines.
Le Rockone festival 2009 s'y est tenu du 5 au 8 août et a accueilli des artistes comme Linkin Park et bien d'autres.

## Personnalité liée à la ville
Le joueur international de football João Moutinho y est né en 1986.
La navigatrice allemande Janice Jakait est partie de Portimão pour effectuer la traversée de l'Atlantique à la rame en 2011.

## Lieux d'intérêt
- Monuments mégalithiques d'Alcalar
- Villa romaine de Quinta da Abicada

## Liens externes

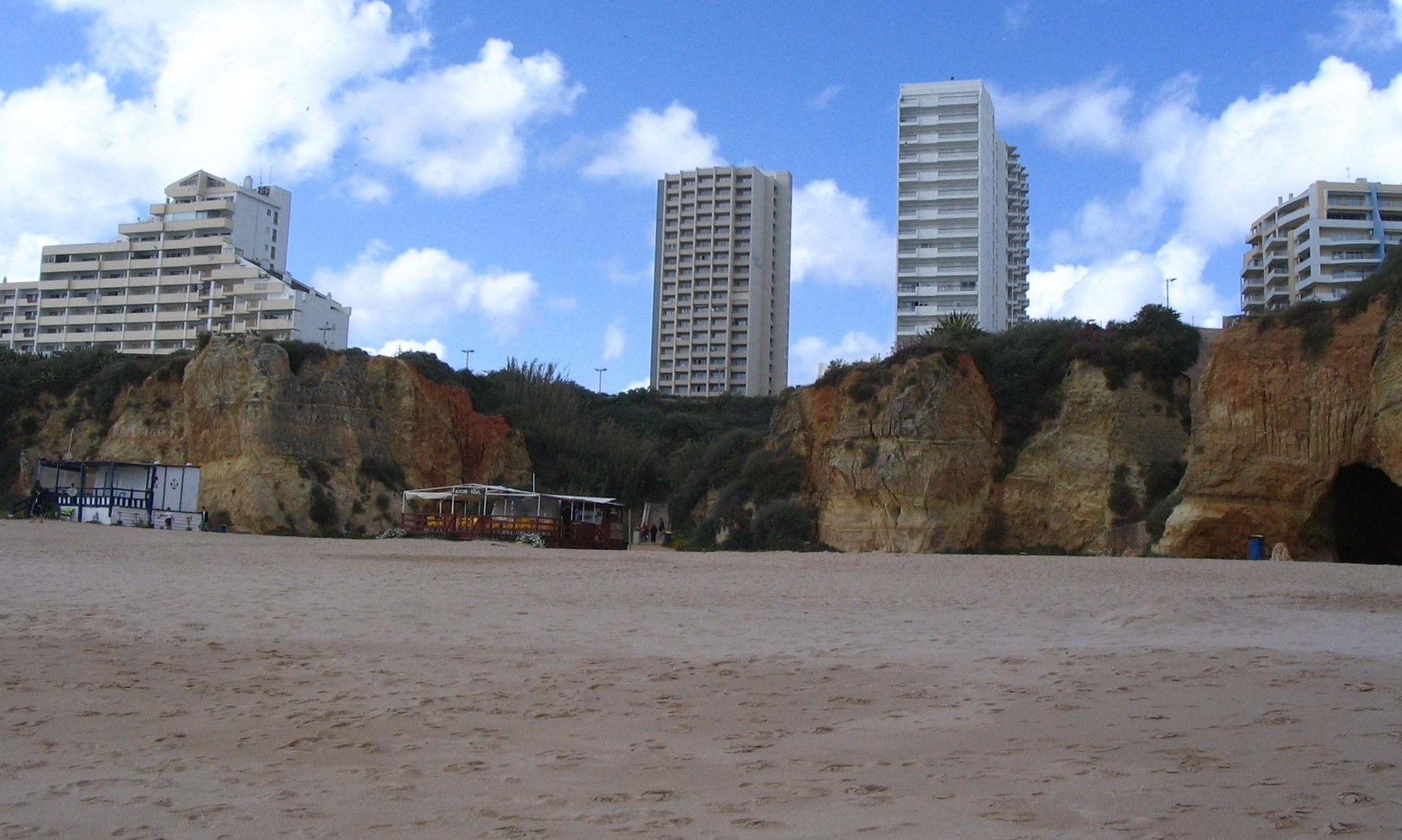
Praia da Rocha, une des plus célèbres plages de l'Algarve.

## Jumelages
- Villemomble (France)
- Béjaïa (Algérie)
- Casablanca (Maroc)